# Fédération des Bahamas de football
La Fédération des Bahamas de football (Bahamas Football Association (en) BFA) est une association regroupant les clubs de football des Bahamas et organisant les compétitions nationales et les matchs internationaux de la sélection des Bahamas.
La fédération nationale des Bahamas est fondée en 1967. Elle est affiliée à la FIFA depuis 1968 et est membre de la CONCACAF depuis 1981.